# 1700-е

## Догађаји и трендови
- 1700. — на сјеверозападном Пацифику се догодио земљотрес магнитуде 9, Јапан је погодио цунами.
- 1700. — започео је Велики сјеверни рат између Русије и Шведске.
- 1701. — започео је Рат за шпанско насљеђе у који је укључена готово читава Европа.[1]
- 1701. — битка код Карпија између аустријске и француске војске. Прва битка у Рату за шпанско насљеђе у којој су победу однеле аустријске снаге.
- 1701. — битка код Кјерија, део Рата за шпанско насљеђе. Победу су однијеле аустријске снаге под командом Еугена Савојског.
- 1701. — почињу излазити прве дневне новине у Енглеској: Daily Courant и The Norwich Post.
- 1702. — битка код Кремоне током Рата за шпанско насљеђе између аустријских и француских трупа.
- 1702. — битка код Фридлингена током Рата за шпанско насљеђе. Француска војска извојевала је Пирову побједу над војском Светог римског царства.
- 1702. — шпанска и француска флота доживеле тежак пораз у заливу Виго од англо-низоземске флоте током Рата за шпанско насљеђе.
- 1703. — Петар Велики оснива Санкт Петербург, нову руску пријестолницу на обали Балтика.
- 1704. — током Великог сјеверног рата руске трупе под царем Петром Великим заузимају Тарту и Нарву.
- 1706. — умро Арсеније III Црнојевић, пећки патријарх.
- 1707. — сједињењем шкотског и енглеског парламента створена је Краљевина Велика Британија.[2]
- 1707. — еруптирао је вулкан Фуји.
- 1708. — глад је убила трећину становништва Источне Пруске.

## Наука
- 1701. — рођен Андерс Целзијус, шведски астроном.
- 1703. — умро Роберт Хук, енглески физичар.
- 1706. — рођен Бенџамин Френклин, амерички научник и политичар.
- 1706. — рођен Карл фон Лине, шведски ботаничар и лекар.

## Култура
- 1701. — рођен Пјетро Фалка Лонги, италијански сликар.
- 1704. — умро Џон Лок, енглески филозоф.
- 1704. — рођен Андрија Качић Миошић.
- 1707. — рођен Фрањо Ксавер Пејачевић, хрватски историчар и теолог.